# Naissance en 944
Naissance
- 940
- 941
- 942
- 943
- 944
- 945
- 946
- 947
- 948

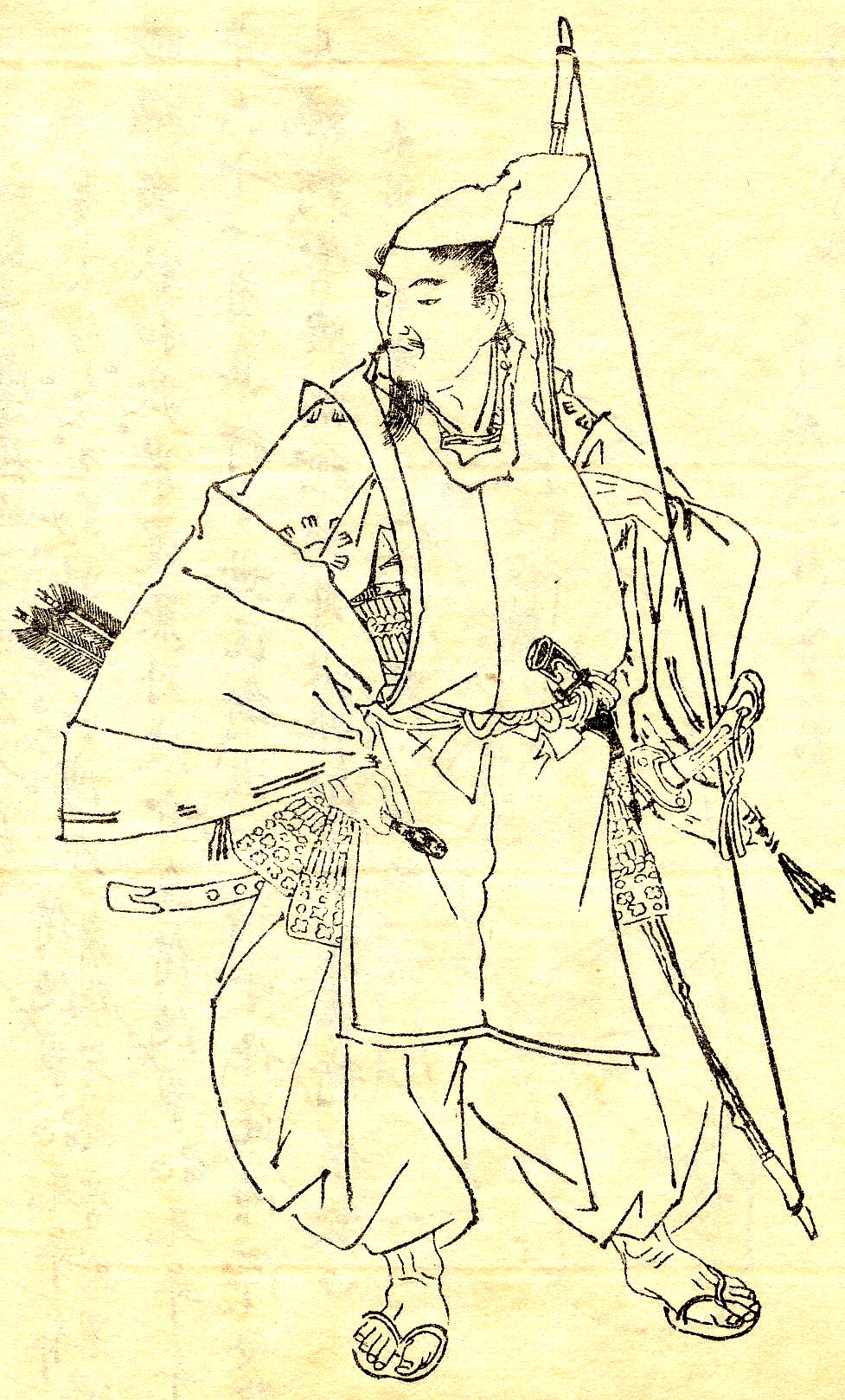
Minamoto no Yorimitsu, né en 944.

Cette page dresse une liste de personnalités nées vers l'année 944 :
- Fujiwara no Akimitsu, fonctionnaire japonais de l'époque de Heian, membre de l'influente famille Fujiwara, qui occupe le poste de Sadaijin (Ministre de gauche).
- Fujiwara no Sukemasa, noble, homme d'État et calligraphe renommé de l'époque de Heian.
- Minamoto no Yorimitsu, ou Minamoto no Raiko, gouverneur de la province d'Izu et de la province de Kozuke, il a aussi commandé la garde impériale.

## Crédit d'auteurs
- Cet article est partiellement ou en totalité issu de l'article intitulé « 944 » (voir la liste des auteurs).